# Boal Branco

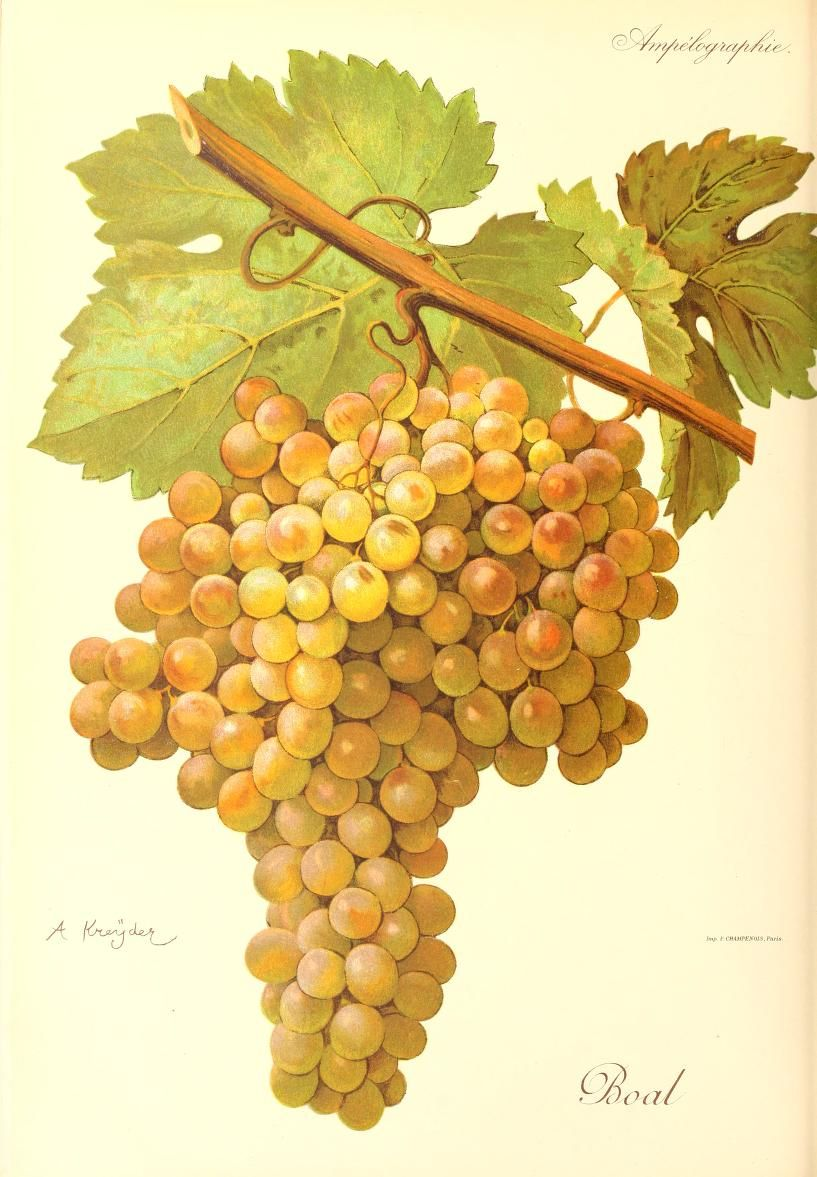
Boal im Buch von Viala & Vermorel

Boal Branco ist eine Weißweinsorte. Sie ist eine autochthone Sorte in Portugal und ihr Anbau ist auf der Insel Madeira empfohlen. Zugelassen ist sie des Weiteren in den Regionen Beira Litoral, Ribatejo, Oeste und auf den Azoren. Hauptanbaugebiete befinden sich auf Madeira, im Süden Portugals und auf den Inseln Pico, Ilha do Faial, São Jorge und Graciosa. In den 1990er Jahren wurde eine bestockte Rebfläche von 4.014 Hektar erhoben.
Die mittelfrüh bis spät reifende Sorte wird insbesondere im Verschnitt mit den Sorten Sercial, Malvasia Bianca und Verdelho in den verschiedenen Varianten des Madeiraweins eingesetzt. Boal Branco erzeugt einen halbsüßen Wein und ist aber auch als Tafeltraube beliebt. Die Weine sind aufgrund des oxidativen Ausbaus erstaunlich dunkel. Bual ist sehr aromatisch. Die besten Bual-Weine haben eine gute Balance zwischen Süße und Säure. Die Aromen im Wein werden mit zunehmendem Alter immer vielfältiger: Limone, Karamell, Kaffee, Orangenschale, Aprikose, Trockenfrüchte...
Die Rebsorte Boal Branco gehört zur großen Familie der Boal - Reben, zu der auch die Sorten Boal Barreiro, Boal Cachudo, Boal Espinho, Boal Ratinho, Boal Roxo und Boal Vencedor gehören.
Siehe auch: Weinbau in Portugal sowie die Liste von Rebsorten.

## Ampelographische Sortenmerkmale
In der Ampelographie wird der Habitus folgendermaßen beschrieben:
- Die Triebspitze ist offen. Sie ist weißwollig behaart leicht karminrot eingefärbt. Die gelblichen Jungblätter sind leicht wollig behaart und bronzefarben gefleckt (Anthocyanflecken).
- Die großen Blätter sind fünflappig und tief gebuchtet (siehe auch den Artikel Blattform). Die Stielbucht ist lyren-förmig geschlossen. Das Blatt ist stumpf gezähnt. Die Zähne sind im Vergleich der Rebsorten mittelgroß. Die Blattoberfläche (auch Spreite genannt) ist kaum blasig.
- Die meist walzen- bis kegelförmige Traube ist geschultert, mittelgroß und mäßig dichtbeerig. Die leicht ovalen Beeren sind mittelgroß und von goldgelber Farbe.

Die Rebsorte Boal Branco reift ca. 30 Tage nach der Rebsorte Gutedel und gehört damit zu den Rebsorten der mittleren dritten Reifungsperiode (siehe das Kapitel im Artikel Rebsorte). Sie zählt damit zu den spätreifenden Sorten. Sie ist eine Varietät der Edlen Weinrebe (Vitis vinifera). Sie besitzt zwittrige Blüten und ist somit selbstfruchtend. Beim Weinbau wird der ökonomische Nachteil vermieden, keinen Ertrag liefernde, männliche Pflanzen anbauen zu müssen.

## Synonyme
Die Rebsorte Boal Branco ist auch unter den Namen Boal, Boal Branco do Algarve, Boal de Madère, Boal na Madeira und Bual bekannt.